# Зарічанка (зупинний пункт)
Заріча́нка — вузловий залізничний пасажирський зупинний пункт Харківської дирекції Південної залізниці.
Розташований на півдні смт Солоницівка (місцевість Зарічанка), Дергачівський район, Харківської області на лінії Основа — Шпаківка та залізнична гілка в напрямку станції Нова Баварія між станціями Куряж (3 км), Шпаківка (3 км) та Нова Баварія (13 км).
Станом на травень 2019 року щодоби сім пар приміських електропоїздів здійснюють перевезення за маршрутом Харків-Пасажирський/Харків-Левада/Харків-Балашовський — Золочів.